# Аккерман, Франц
Франц Аккерман (нем. Franz Ackermann, род. 1963, Ноймаркт-Санкт-Файт, Германия) — немецкий художник.

## Образование
- 1984-88 Akademie der Bildenden Künste, Мюнхен
- 1989-91 Hochschule für Bildende Kunst, Гамбург
- DAAD, Гонконг

## Творчество
- С помощью своих «Mental Maps» Франц Аккерман тематизирует мир как глобальную деревню. Художник неутомимый путешественник, который превращает новые впечатления в яркие работы. Многие критики называют художника не путешественником, а туристом, который перемещается из страны в страну давно проторёнными маршрутами. Используя термин Ги Дебора, «ментальные карты» Франца Аккермана можно назвать психогеографией. Рисунки, которые художник делает во время полетов и в гостиницах, становятся основой для живописи на больших холстах, которую он создает в своей студии, часто делая живопись частью инсталляций.
- В No Direction Home (2007) он представляет восприятие Сан-Пауло. Инсталляция включает вращающуюся живопись, сэконд-хенд мебель, множество фотографий тропических островов. Клишированные имиджи конфликтуют с хаотичным образом большого города на живописном полотне. Всегда опосредованный субъективным видением, работа художника предлагает отражение современного мира.

## Персональные выставки
| - 2008 Franz Ackermann, Kunstmuseum St. Gallen, Швейцария - 2008 Terminal, Галерея Meyer Riegger, Карлсруэ - 2008 Franz Ackermann, Mai 36 Gallerie, Цюрих - 2007 From Eden to Lima, Neugerriemschneider, Берлин - 2007 Franz Ackermann, Domus Artium, Саламанка - 2006 Home, home again, White Cube, Лондон - 2006 Kestner Gesellschaft, Ганновер - 2005 IMMA Irish Museum of Modern Art, Дублин, Ирландия - 2005 FRAC, Champagne-Ardenne, Reims, Франция - 2005 Tomio Koyama Gallery, Токио, Япония - 2004 Nonstop with the hhc, Gavin Brown’s enterprise, Нью-Йорк, США - 2004 Tourist, Städtische Galerie im Lenbachhaus und Kunstbau, Мюнхен, Германия - 2004 Travelantitravel, neugerriemschneider, Берлин, Германия - 2003 Naherholungsgebiet, Kunstmuseum Wolfsburg, Wolfsburg, Германия - 2003 Eine Nacht in den Tropen, Kunsthalle Nürnberg, Nürnberg, Германия - 2002 Basel Public, Wandinstallation Nordtangente, Швейцария - 2002 The Waterfall, Museum of Contemporary Art, Чикаго, США - 2002 Seasons in the sun, Stedelijk Museum, Амстердам - 2002 Transatlantic, mit Rupprecht Geiger; Städtische Galerie im Lenbachhaus und Kunstbau, Мюнхен - 2002 Mai 36 Galerie, Цюрих, Швейцария - 2002 Eine Nacht in den Tropen, Kunsthalle Базель, Швейцария - 2001 Gavin Brown’s enterprise, Нью-Йорк, США - 2001 Gió Marconi, Mailand, Италия - 2000 B.I.T., Castello di Rivoli, Торино, Италия - 2000 Galeria Camargo Vilaça, Сан Пауло, Бразилия | - 2000 welt 1… and no one else wanted to play, Meyer Riegger Galerie, Karlsruhe, Германия - 2000 reisterrassen von basel, Wandmalerei, Rückwand der Kunsthalle Basel, Швейцария - 1999 works on paper inc., Лос Анджелес - 1999 OFF, Kasseler Kunstverein, Кассель, Германия - 1999 Trawler, Mai 36, Zürich, Швейцария - 1998 neugerriemschneider, Берлин, Германия - 1998 Das Haus am Strand und wie man dorthin kommt, Meyer Riegger Galerie, Karlsruhe, Германия - 1998 Pacific, White Cube, Лондон - 1998 Songline, Neuer Aachener Kunstverein, Aachen, Германия - 1997 Unexpected, Gavin Brown´s enterprise, Нью-Йорк, США - 1997 Unerwartet, Kunstpreis der Stadt Nordhorn, Германия - 1997 Mai 36 Galerie, Zürich, Швейцария - 1997 Portikus, Frankfurt am Main, Германия - 1997 Gió Marconi, Mailand, Италия - 1996 Das weiche Zimmer, kuratiert von Florian Waldvogel, Hann. Münden, Германия - 1996 neugerriemschneider, Берлин, Германия - 1995 Thomas Solomon´s Garage, Лос Анджелес, США - 1995 Gavin Brown’s enterprise, Нью-Йорк, США - 1994 Ackermanns Wörterbuch der Tätigkeiten, Buchpublikation Dialo(o)g, Belgisches Haus, Кёльн, Германия - 1993 condominium, neugerriemschneider, Берлин, Германия - 1991 Art Acker, Берлин, Германия - 1990 Galerie Fischer, Гамбург, Германия - 1989 Galerie Komat, Braunschweig, Германия |